# Michael Svensson
Michael Lennart Svensson (Värnamo, 25 november 1975) is een Zweeds voormalig betaald voetballer die doorgaans als centrale verdediger speelde. Hij was actief met Southampton in de Premier League. Svensson speelde 25 interlands in het Zweeds voetbalelftal.

## Clubcarrière
Svensson was een centrale verdediger die in eigen land achtereenvolgens voor IFK Värnamo en Halmstads BK uitkwam, waarna hij aan een buitenlands avontuur begon. In 2001 tekende Svensson namelijk een contract bij het Franse Troyes AC, waarvoor hij 23 competitiewedstrijden afwerkte in de Ligue 1. 
Svensson bleef slechts een seizoen in Frankrijk want in de zomer 2002 verhuisde hij naar Engeland, meer bepaald naar Southampton. Svensson speelde sterk op het WK voetbal 2002 met het Zweeds voetbalelftal, waarvoor hij 25 interlands speelde tussen 1999 en 2005. Svensson werd na het WK voetbal 2002, waar Zweden werd uitgeschakeld door Senegal in de 1/8ste finales, naar St. Mary's Stadium gehaald. Svensson speelde vijf seizoenen op St. Mary's en verloor de finale van de FA Cup tegen Arsenal in 2003. Arsenal won dankzij een doelpunt van de Franse middenvelder Robert Pirès (1–0). Svensson speelde de hele finale. In 2007 stopte de Zweed met voetballen doordat hij niet herstelde van een knieblessure. Deze had Svensson opgelopen tegen Aldershot in de voorbereiding op het seizoen 2006/07.
Een jaar na zijn afscheid was Svensson alweer terug. Op 23 mei 2007 ging Svensson onder het mes in een verwoede poging zijn carrière als profvoetballer te redden, ten dele met succes. Svensson trok wederom het plunje van Southampton aan, maar zou slechts vier wedstrijden spelen.
Het seizoen 2008/09 bracht daarom geen zoden meer aan de dijk voor de Zweed die officieel opnieuw stopte. In 2010/11 werd Svensson assistent-trainer bij Halmstads BK. In 2011 nam Svensson er de draad weer op. In 2013 stopte de verdediger definitief met voetballen.

## Trivia
- Svenssons bijnaam onder supporters van Southampton was The Killer omwille van zijn scherpe tackles en algemene duelkracht.[7]
- Svensson was op 11 mei 2003 de laatste doelpuntenmaker op Maine Road, het voormalige stadion van Manchester City (0–1 winst voor Southampton).[8]